# Rolf Clemens Wagner

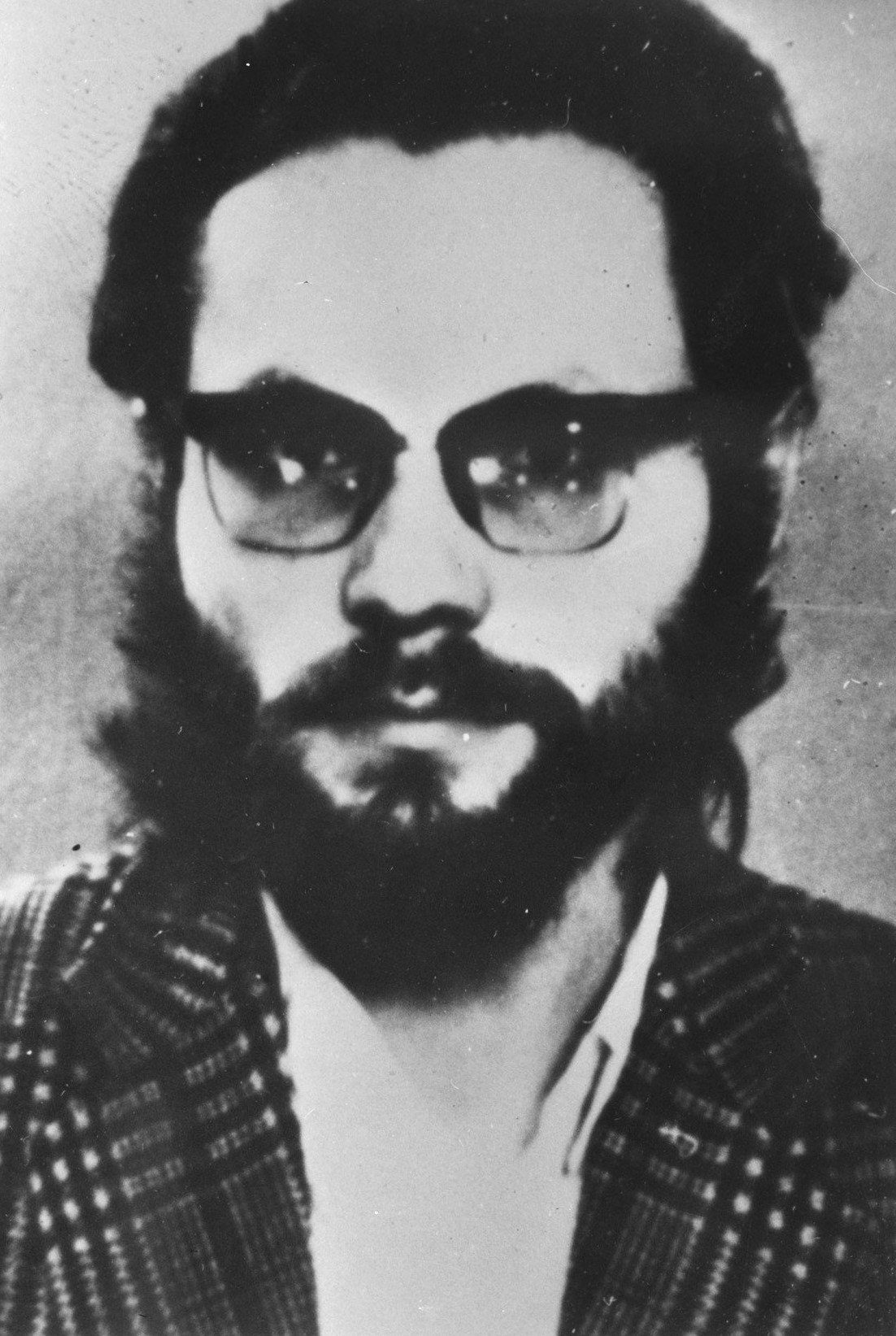
Rolf Clemens Wagner, 1977

Rolf Clemens Wagner (* 30. August 1944 in Hohenelbe, Sudetenland; † 11. Februar 2014 in Bochum, Westfalen) war ein deutscher Terrorist der zweiten Generation der Rote Armee Fraktion (RAF). 1985 wurde er wegen der Ermordung Hanns Martin Schleyers zu einer lebenslangen Freiheitsstrafe verurteilt. 2003 wurde er begnadigt.

## Leben
Rolf Clemens Wagner war Sohn eines Zahnarztes. Nach dem Abitur studierte er ab 1964 Volkswirtschaft in Hamburg, Bochum und Frankfurt. In der Folge arbeitete er als kaufmännischer Angestellter bei verschiedenen Firmen im Frankfurter Raum, unter anderem bei Neckermann Reisen. 1971 wurde er ohne Abschluss exmatrikuliert.
Wagner war Mitglied des Kommandos Siegfried Hausner, das am 5. September 1977 Hanns Martin Schleyer entführte und später mit drei Kopfschüssen ermordete (siehe: Schleyer-Entführung). Stefan Aust vertritt in seinem Buch Der Baader-Meinhof-Komplex die Meinung, dass nach der Analyse der Aussagen der anderen Mitglieder des Kommandos Siegfried Hausner sowie mit Hilfe des Ausschlussverfahrens Wagner am wahrscheinlichsten als unmittelbarer Mörder Schleyers in Frage kommt.
Am 11. Mai 1978 wurde Wagner zusammen mit Brigitte Mohnhaupt, Sieglinde Hofmann und Peter-Jürgen Boock in Jugoslawien nach einer BKA-Zielfahndung verhaftet. Trotz politischen Drucks der Bundesrepublik Deutschland entschied das Belgrader Kreisgericht am 17. November, dass die Verhafteten aus Mangel an Beweisen nicht ausgeliefert werden dürften. Vorher hatte die Bundesrepublik Deutschland die Auslieferung von Exilkroaten an Jugoslawien verweigert. Die vier RAF-Terroristen konnten in ein Land ihrer Wahl ausreisen. Sie flogen zunächst nach Aden im Jemen und tauchten dort sofort wieder unter.
Gemeinsam mit Susanne Albrecht und Werner Lotze verübte Wagner am 25. Juni 1979 in Obourg bei Mons in Belgien einen Sprengstoffanschlag auf den Dienstwagen von NATO-Oberbefehlshaber General Alexander Haig. Haig überlebte unverletzt.
Am 19. November 1979 überfiel Wagner zusammen mit Christian Klar, Peter-Jürgen Boock und Henning Beer eine Filiale der Schweizerischen Volksbank in Zürich. Er wurde nach einer Schießerei in der Einkaufspassage Shopville, bei der eine 56-jährige Passantin getötet und ein Beamter der Stadtpolizei Zürich schwer verletzt wurde, noch am gleichen Tag in der Zürcher Innenstadt verhaftet. Das Zürcher Geschworenengericht in Winterthur verurteilte ihn wegen dieses Banküberfalls und des dabei verübten Mordes 1980 zu einer lebenslangen Freiheitsstrafe. Nach der Auslieferung Wagners an die Bundesrepublik Deutschland wurde das Schweizer Urteil in Deutschland weiter vollstreckt.
Wagner wurde von der Bundesanwaltschaft wegen zahlreicher Verbrechen angeklagt; insbesondere legte man ihm die Ermordung von Hanns Martin Schleyer am 18. Oktober 1977 zur Last. Am 13. März 1985 wurde er zu einer lebenslangen Freiheitsstrafe verurteilt.
In einem weiteren Prozess 1993, der durch umfassende Aussagen von Werner Lotze unter Anwendung der Kronzeugenregelung möglich geworden war, wurde Wagner wegen des Attentats auf NATO-General Haig zu zwölf Jahren Haft verurteilt. Unter Berücksichtigung der beiden bereits rechtskräftigen lebenslangen Haftstrafen verhängte das Gericht erneut eine lebenslange Gesamtfreiheitsstrafe, stellte dazu aber die besondere Schwere der Schuld fest, was die vorzeitige Entlassung auf Bewährung nach 15 Jahren ausschloss.
2003 wurde Wagner von Bundespräsident Johannes Rau begnadigt und am 9. Dezember 2003, nach insgesamt 24 Jahren Haft, aus dem Gefängnis entlassen. Zuletzt war er in der Justizvollzugsanstalt Schwalmstadt inhaftiert.
Im Oktober 2007 verteidigte Wagner in einem Interview mit der Tageszeitung Junge Welt die Entführung von Hanns Martin Schleyer: „Manche Ergebnisse unserer Überlegungen bleiben auch aus heutiger Sicht richtig. Wie die Entscheidung, Hanns Martin Schleyer zu entführen.“ Die Entführung der Landshut hingegen sei „aus heutiger Sicht die schlimmste Entscheidung“ gewesen, an der er beteiligt war. Politiker von Union und FDP waren entsetzt über die „Verhöhnung der Opfer“.